# Résolution 1940 du Conseil de sécurité des Nations unies
Membres permanents
- Chine
- États-Unis
- France
- Royaume-Uni
- Russie

Membres non permanents
- Autriche
- Bosnie-Herzégovine
- Brésil
- Gabon
- Japon
- Liban
- Mexique
- Nigéria
- Turquie
- Ouganda

Résolution no 1939 Résolution no 1941
La résolution 1940 du Conseil de sécurité des Nations Unies, adoptée à l'unanimité le 29 septembre 2010, après avoir rappelé toutes les résolutions précédentes sur la situation en Sierra Leone, y compris les résolutions 1132 (1997) et 1171 (1998), a levé l'embargo sur les armes et les sanctions restantes contre le pays imposées en 1997,.
Le Conseil de sécurité a rappelé que ces mesures prendraient fin lorsque le gouvernement sierra-léonais aura rétabli son contrôle effectif sur l'ensemble de son territoire et que les forces non gouvernementales auraient été démobilisées et désarmées. Elle a également réaffirmé son engagement à soutenir la Sierra Leone après le conflit et a salué le travail du Bureau intégré des Nations Unies en Sierra Leone (BINUCSIL) à cet égard. Tous les États ont été exhortés à coopérer avec le Tribunal spécial pour la Sierra Leone et Interpol pour appréhender Johnny Paul Koroma et le traduire en justice, s’il est retrouvé vivant. 
Agissant en vertu du Chapitre VII de la Charte des Nations Unies, les sanctions ont été levées et le Comité créé par la résolution 1132 pour surveiller les sanctions a également été dissous. Le même jour, le mandat du BINUCSIL a été prorogé jusqu’en septembre 2011 par la résolution 1941 (2010).

## Voir également
- Deuxième guerre civile libérienne
- Guerre civile en Sierra Leone
- Tribunal spécial pour la Sierra Leone
- Sanctions internationales
- Liste des résolutions du Conseil de sécurité des Nations unies sur la Sierra Leone